# Hayashi Kohei
Kohei Hayashi (sinh ngày 27 tháng 6 năm 1978) là một cầu thủ bóng đá người Nhật Bản.

## Sự nghiệp câu lạc bộ
Kohei Hayashi đã từng chơi cho Gamba Osaka, Consadole Sapporo, Kawasaki Frontale và Montedio Yamagata.